# 冬日驕陽
《冬日驕陽》（英文: Family Business）是香港亞洲電視1994年製作的電視劇。全劇共30集，由蕭鍵鏗擔任監製。主要演員有梁珊、斑斑、雪梨、潘志文、羅頌華、龐秋雁、譚炳文、劉玉婷、吳廷燁、羅烈等。主題曲由《親愛》梁詠斯主唱。

## 演員表
- 梁　珊 飾 連淑儀
- 斑　斑 飾 連淑莊
- 雪　梨 飾 連淑冰
- 潘志文 飾 容偉聰
- 羅頌華 飾 容家浩
- 龐秋雁 飾 容家琪
- 譚炳文 飾 何錦光
- 劉玉婷 飾 何欣欣
- 吳廷燁 飾 樹仁
- 羅　烈 飾 連父
- 劉　準
- 周兆麟 飾 祥仔
- 譚少英 飾 蘭姐
- 劉國武
- 江　圖 飾 雄叔
- 李雪慜
- 楊嘉樂
- 馮　國
- 程文意 飾 May
- 佘文炳
- 鄒煒倫
- 湯國明
- 梁碧芝
- 陳麗雲
- 凌腓力
- 李　岡 飾 何成謙
- 司馬華龍
- 吳曼麗 飾 于敏
- 洪詠森
- 陳嘉偉
- 曾贊安
- 鄭恕峰
- 梁錦燊
- 麥麗紅 飾 麗緹
- 李樹佳 飾 古漢
- 萬斯敏
- 劉錫賢 飾 阿正
- 鄭　賢
- 日本仔 飾 Raymond
- 吳　霆
- 林子博
- 石中玉
- 嘉　俊
- 顏晉霖
- 宗　揚 飾 潘宗泰